# Shuraya
Shuraya är ett politiskt parti som grundades i Libanon, 1978. Partiets mål är att stödja bildandet av en assyrisk stat, för assyrier/syrianer i norra Irak.